# Ihor Likhovy

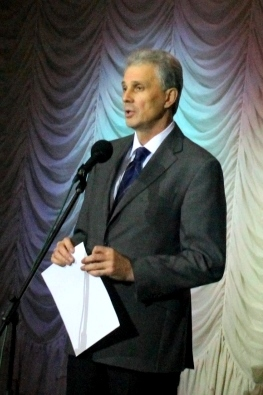
Igor Likhovy em 2015

Ihor Dmytrovych Likhovy (em ucraniano:  І́гор Дми́трович Ліхови́й, nascido em 12 de junho de 1957) é um estadista ucraniano e figura pública, diplomata, museólogo, historiador, culturólogo, Ministro da Cultura e Turismo da Ucrânia (2005–2006), e Embaixador Extraordinário e Plenipotenciário da Ucrânia na República da Bielorrússia (2007–2010). Em 1997, recebeu o título de Trabalhador Homenageado da Cultura Ucraniana.

## Biografia
Em 1989 – 2005, foi diretor da Reserva Nacional Shevchenko em Kaniv, pesquisador do Instituto de História da Academia Nacional de Ciências da Ucrânia (2004 – 2005).
De 5 de outubro de 2005 a 1 de novembro de 2006, desempenhou funções como Ministro da Cultura da Ucrânia.
De 6 de fevereiro de 2007 a 24 de fevereiro de 2010, foi o Embaixador da Ucrânia na República da Bielorrússia.
De 17 de dezembro de 2014 a 20 de abril de 2016, desempenhou funções no governo ucraniano como Primeiro Vice-Ministro da Cultura da Ucrânia.